# Bakairí
Bakairi (Bacairi, Kura) /Bakairi = sinovi sunca/, jedno od plemena karipskih Indijanaca nastanjeno u brazilskoj državi Mato Grosso, u devet ili deset sela u bazenu rijeke Xingu. Populacija im iznosi oko 950 (1999) na rezervatima Terra Indígena Bakairi i Santana u općinama Paranatinga i Nobres. Bakairi su narod rijeke, lovci, ribari, sakupljači i obrađivači tla, rasipani u nekoliko skupina od kojih svaka dominira na specifičnom tlu. Kultura im je danas gotovo nestala a neki predmeti, kao svete maske Yakuigade čuvaju se u muzeju Kuikare.